# Italia en la Eurocopa 2008
La Selección de fútbol de Italia fue uno de los 16 equipos participantes en la Eurocopa 2008, que se lleva a cabo entre el 7 y el 29 de junio de 2008 en Austria y en Suiza.

## Clasificación
| Equipo      | Pts | PJ | PG | PE | PP | GF | GC | Dif |
| ----------- | --- | -- | -- | -- | -- | -- | -- | --- |
| Italia      | 29  | 12 | 9  | 2  | 1  | 22 | 9  | 13  |
| Francia     | 26  | 12 | 8  | 2  | 2  | 25 | 5  | 20  |
| Escocia     | 24  | 12 | 8  | 0  | 4  | 21 | 12 | 9   |
| Ucrania     | 17  | 12 | 5  | 2  | 5  | 18 | 16 | 2   |
| Lituania    | 16  | 12 | 5  | 1  | 6  | 11 | 13 | -2  |
| Georgia     | 10  | 12 | 3  | 1  | 8  | 16 | 19 | -3  |
| Islas Feroe | 0   | 12 | 0  | 0  | 12 | 4  | 43 | -39 |

| Fecha                    | Lugar       |             |                        | Resultado |                        |             |
| ------------------------ | ----------- | ----------- | ---------------------- | --------- | ---------------------- | ----------- |
| 2 de septiembre de 2006  | Nápoles     | Italia      | Bandera de Italia      | 1:1 (1:1) | Bandera de Lituania    | Lituania    |
| 6 de septiembre de 2006  | Saint-Denis | Francia     | Bandera de Francia     | 3:1 (2:1) | Bandera de Italia      | Italia      |
| 7 de octubre de 2006     | Roma        | Italia      | Bandera de Italia      | 2:0 (0:0) | Bandera de Ucrania     | Ucrania     |
| 11 de octubre de 2006    | Tbilisi     | Georgia     | Bandera de Georgia     | 1:3 (1:1) | Bandera de Italia      | Italia      |
| 28 de marzo de 2007      | Bari        | Italia      | Bandera de Italia      | 2:0 (1:0) | Bandera de Escocia     | Escocia     |
| 2 de junio de 2007       | Tórshavn    | Islas Feroe | Bandera de Islas Feroe | 1:2 (0:1) | Bandera de Italia      | Italia      |
| 6 de junio de 2007       | Kaunas      | Lituania    | Bandera de Lituania    | 0:2 (0:2) | Bandera de Italia      | Italia      |
| 8 de septiembre de 2007  | Milan       | Italia      | Bandera de Italia      | 0:0       | Bandera de Francia     | Francia     |
| 12 de septiembre de 2007 | Kiev        | Ucrania     | Bandera de Ucrania     | 1:2 (0:1) | Bandera de Italia      | Italia      |
| 11 de octubre de 2007    | Genoa       | Italia      | Bandera de Italia      | 2:0 (1:0) | Bandera de Georgia     | Georgia     |
| 17 de octubre de 2007    | Glasgow     | Escocia     | Bandera de Escocia     | 1:2 (0:1) | Bandera de Italia      | Italia      |
| 21 de noviembre de 2007  | Modena      | Italia      | Bandera de Italia      | 3:1 (3:0) | Bandera de Islas Feroe | Islas Feroe |

## Jugadores
| #  | Nombre               | Posición      | Edad | PJ Sel | Club              |
| -- | -------------------- | ------------- | ---- | ------ | ----------------- |
| 1  | Gianluigi Buffon     | Portero       | 30   | 81     | Juventus          |
| 2  | Christian Panucci    | Defensa       | 35   | 52     | AS Roma           |
| 3  | Fabio Grosso         | Defensa       | 30   | 30     | Olympique de Lyon |
| 4  | Giorgio Chiellini    | Defensa       | 23   | 9      | Juventus          |
| 5  | Alessandro Gamberini | Defensa       | 26   | 2      | Fiorentina        |
| 6  | Andrea Barzagli      | Defensa       | 27   | 21     | Città di Palermo  |
| 7  | Alessandro Del Piero | Delantero     | 33   | 85     | Juventus          |
| 8  | Gennaro Gattuso      | Mediocampista | 30   | 57     | AC Milan          |
| 9  | Luca Toni            | Delantero     | 31   | 33     | Bayern Múnich     |
| 10 | Daniele De Rossi     | Mediocampista | 24   | 33     | AS Roma           |
| 11 | Antonio Di Natale    | Delantero     | 30   | 17     | Udinese           |
| 12 | Marco Borriello      | Delantero     | 25   | 2      | Génova FC         |
| 13 | Massimo Ambrosini    | Mediocampista | 31   | 30     | AC Milan          |
| 14 | Marco Amelia         | Portero       | 26   | 6      | Livorno           |
| 15 | Fabio Quagliarella   | Delantero     | 25   | 8      | Udinese           |
| 16 | Mauro Camoranesi     | Mediocampista | 31   | 34     | Juventus          |
| 17 | Morgan De Sanctis    | Portero       | 31   | 2      | Sevilla           |
| 18 | Antonio Cassano      | Delantero     | 25   | 10     | UC Sampdoria      |
| 19 | Gianluca Zambrotta   | Defensa       | 31   | 70     | FC Barcelona      |
| 20 | Simone Perrotta      | Mediocampista | 30   | 41     | AS Roma           |
| 21 | Andrea Pirlo         | Mediocampista | 29   | 45     | AC Milan          |
| 22 | Alberto Aquilani     | Mediocampista | 23   | 4      | AS Roma           |
| 23 | Marco Materazzi      | Defensa       | 34   | 40     | Inter de Milán    |
| DT | Roberto Donadoni     |               |      |        |                   |

## Preparación

### Partidos previos
Datos correspondientes al periodo entre la finalización de la Copa Mundial de Fútbol de 2006 y el inicio de la Eurocopa 2008
| Fecha                   | Lugar     | Competición |         |                    | Resultado |                      |           |
| ----------------------- | --------- | ----------- | ------- | ------------------ | --------- | -------------------- | --------- |
| 16 de agosto de 2006    | Livorno   | Amistoso    | Italia  | Bandera de Italia  | 0:2 (0:2) | Bandera de Croacia   | Croacia   |
| 17 de noviembre de 2006 | Bergamo   | Amistoso    | Italia  | Bandera de Italia  | 1:1 (1:1) | Bandera de Turquía   | Turquía   |
| 22 de agosto de 2007    | Budapest  | Amistoso    | Hungría | Bandera de Hungría | 3:1 (0:1) | Bandera de Italia    | Italia    |
| 17 de octubre de 2007   | Siena     | Amistoso    | Italia  | Bandera de Italia  | 2:0 (0:0) | Bandera de Sudáfrica | Sudáfrica |
| 6 de febrero de 2008    | Zürich    | Amistoso    | Italia  | Bandera de Italia  | 3:1 (1:0) | Bandera de Portugal  | Portugal  |
| 26 de marzo de 2008     | Elche     | Amistoso    | España  | Bandera de España  | 1:0 (0:0) | Bandera de Italia    | Italia    |
| 30 de mayo de 2008      | Florencia | Amistoso    | Italia  | Bandera de Italia  | 3:1 (2:0) | Bandera de Bélgica   | Bélgica   |

## Participación

### Grupo C
| Selección    | Pts | PJ | PG | PE | PP | GF | GC | Dif |
| ------------ | --- | -- | -- | -- | -- | -- | -- | --- |
| Países Bajos | 9   | 3  | 3  | 0  | 0  | 9  | 1  | 8   |
| Italia       | 4   | 3  | 1  | 1  | 1  | 3  | 4  | −1  |
| Rumania      | 2   | 3  | 0  | 2  | 1  | 1  | 3  | −2  |
| Francia      | 1   | 3  | 0  | 1  | 2  | 1  | 6  | −5  |

| 9 de junio de 2008, 20:45 | Países Bajos                                            | 3:0 (2:0) | Italia | Stade de Suisse, Berna                                       |                                                              |
|                           | Van Nistelrooy 26' · Sneijder 31' · Van Bronckhorst 79' | Reporte   |        | Asistencia: 30 777 espectadores Árbitro(s): Peter Fröjdfeldt | Asistencia: 30 777 espectadores Árbitro(s): Peter Fröjdfeldt |

| 13 de junio de 2008, 18:00 | Italia      | 1:1 (0:0) | Rumania  | Letzigrund, Zúrich                                             |                                                                |
|                            | Panucci 56' | Reporte   | Mutu 55' | Asistencia: 30 585 espectadores Árbitro(s): Tom Henning Øvrebø | Asistencia: 30 585 espectadores Árbitro(s): Tom Henning Øvrebø |

| 17 de junio de 2008, 20:45 | Francia | 0:2 (0:1) | Italia                          | Letzigrund, Zúrich                                       |                                                          |
|                            |         | Reporte   | Pirlo 25' (pen.) · De Rossi 62' | Asistencia: 30 585 espectadores Árbitro(s): Ľuboš Micheľ | Asistencia: 30 585 espectadores Árbitro(s): Ľuboš Micheľ |

### Cuartos de final
| 22 de junio de 2008, 20:45 | España                                     | 0:0 (t. s.)(4:2 p.)        | Italia                                     | Estadio Ernst Happel, Viena                                |                                                            |
|                            |                                            | Reporte                    |                                            | Asistencia: 51 178 espectadores Árbitro(s): Herbert Fandel | Asistencia: 51 178 espectadores Árbitro(s): Herbert Fandel |
|                            |                                            | Tiros desde el punto penal |                                            |                                                            |                                                            |
|                            | Villa · Cazorla · Senna · Güiza · Fàbregas |                            | Grosso · De Rossi · Camoranesi · Di Natale |                                                            |                                                            |

## Estadísticas

### Posiciones

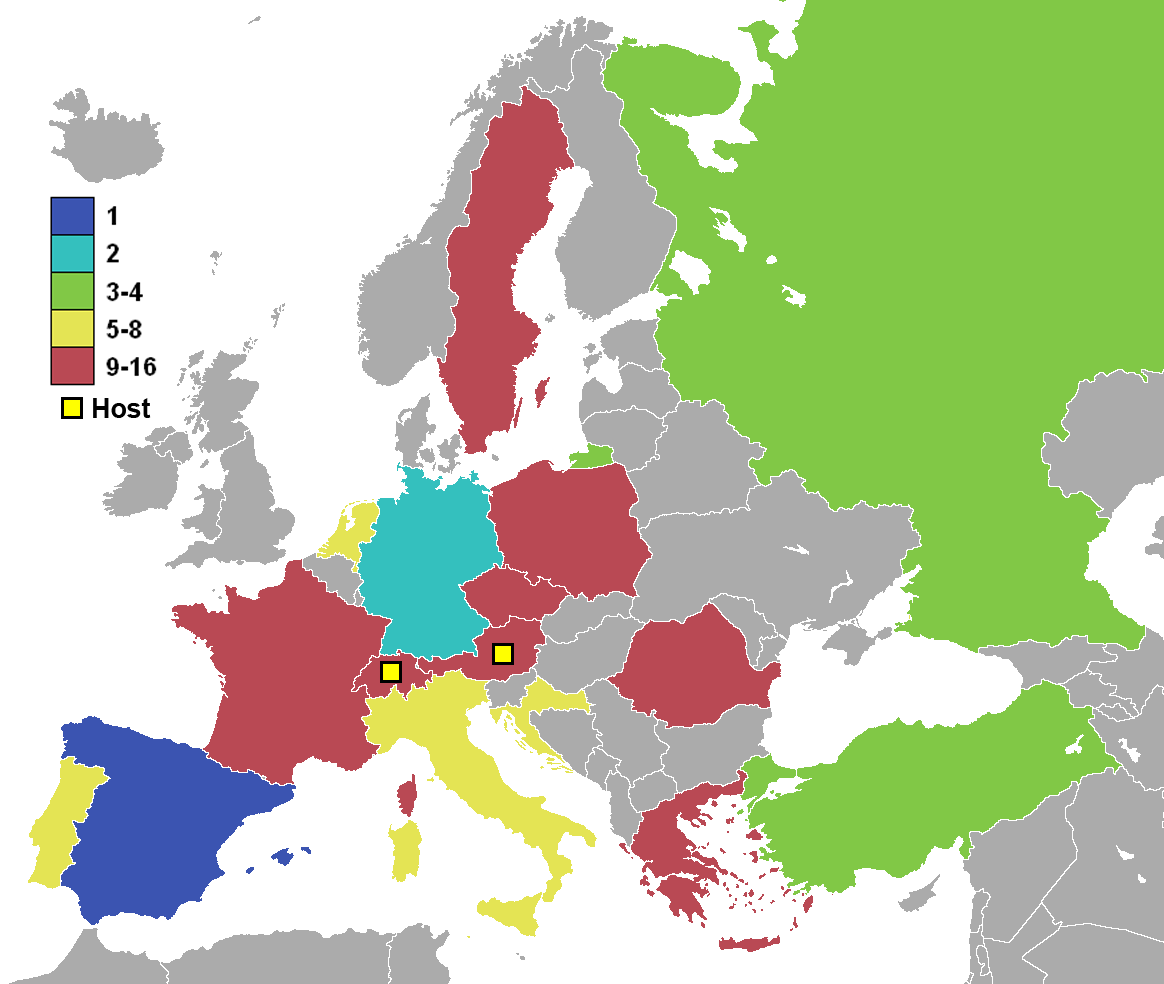
Mapa según los resultados de la Eurocopa 2008.

#### Clasificación general
| Equipo | Equipo          | Pts | PJ | PG | PE | PP | GF | GC | Dif | Rend   |
| ------ | --------------- | --- | -- | -- | -- | -- | -- | -- | --- | ------ |
| 1      | España          | 16  | 6  | 5  | 1  | 0  | 12 | 3  | 9   | 88.89% |
| 2      | Alemania        | 12  | 6  | 4  | 0  | 2  | 10 | 7  | 3   | 66.67% |
| 3      | Rusia           | 9   | 5  | 3  | 0  | 2  | 7  | 8  | −1  | 60%    |
| 4      | Turquía         | 7   | 5  | 2  | 1  | 2  | 8  | 9  | −1  | 46.67% |
| 5      | Croacia         | 10  | 4  | 3  | 1  | 0  | 5  | 2  | 3   | 83.33% |
| 6      | Países Bajos    | 9   | 4  | 3  | 0  | 1  | 10 | 4  | 6   | 75%    |
| 7      | Portugal        | 6   | 4  | 2  | 0  | 2  | 7  | 6  | 1   | 50%    |
| 8      | Italia          | 5   | 4  | 1  | 2  | 1  | 3  | 4  | −1  | 41.67% |
| 9      | Suiza           | 3   | 3  | 1  | 0  | 2  | 3  | 3  | 0   | 33.33% |
| 10     | Suecia          | 3   | 3  | 1  | 0  | 2  | 3  | 4  | −1  | 33.33% |
| 11     | República Checa | 3   | 3  | 1  | 0  | 2  | 4  | 6  | −2  | 33.33% |
| 12     | Rumania         | 2   | 3  | 0  | 2  | 1  | 1  | 3  | −2  | 22.22% |
| 13     | Austria         | 1   | 3  | 0  | 1  | 2  | 1  | 3  | −2  | 11.11% |
| 14     | Polonia         | 1   | 3  | 0  | 1  | 2  | 1  | 4  | −3  | 11.11% |
| 15     | Francia         | 1   | 3  | 0  | 1  | 2  | 1  | 6  | −5  | 11.11% |
| 16     | Grecia          | 0   | 3  | 0  | 0  | 3  | 1  | 5  | −4  | 0%     |

### Goleadores
| Jugador           | Goles | PJ | Minuto |
| ----------------- | ----- | -- | ------ |
| Andrea Pirlo      | 1     | 3  | 234'   |
| Daniele De Rossi  | 1     | 3  | 300'   |
| Christian Panucci | 1     | 4  | 390'   |